# Carex minxianica
Espèce
Classification phylogénétique
Carex minxianica est une espèce des plantes du genre Carex et de la famille des Cyperaceae.